# Теорія доміно
Теорія доміно — теорія зовнішньої політики 20 століття, яку запропонував уряд США та в якій припускалося: якщо одна країна з регіону перейде під вплив комунізму, то інші будуть наслідувати її, як за ефекту доміно. Ефект доміно передбачає, що деякі зміни, навіть невеликі, призведуть до аналогічних змін поряд, які, своєю чергою, потім призведуть до інших, таких же, змін, і так в лінійній послідовності, за аналогією падіння виставленого в ряд доміно до кінця. Теорію доміно успішно застосовувала адміністрація США впродовж Холодної війни, щоб виправдати американські інтервенції в усьому світі. Попередниками цієї теорії були План Маршалла та Корейська війна.
Маючи на увазі комунізм у Південно-Східній Азії, Ейзенхауер висловив теорію: «Ви маєте виставлений ряд доміно, ви штовхаєте першу, і те, що станеться з останньою, є зрозумілим, це настане дуже швидко».

## Основи теорії

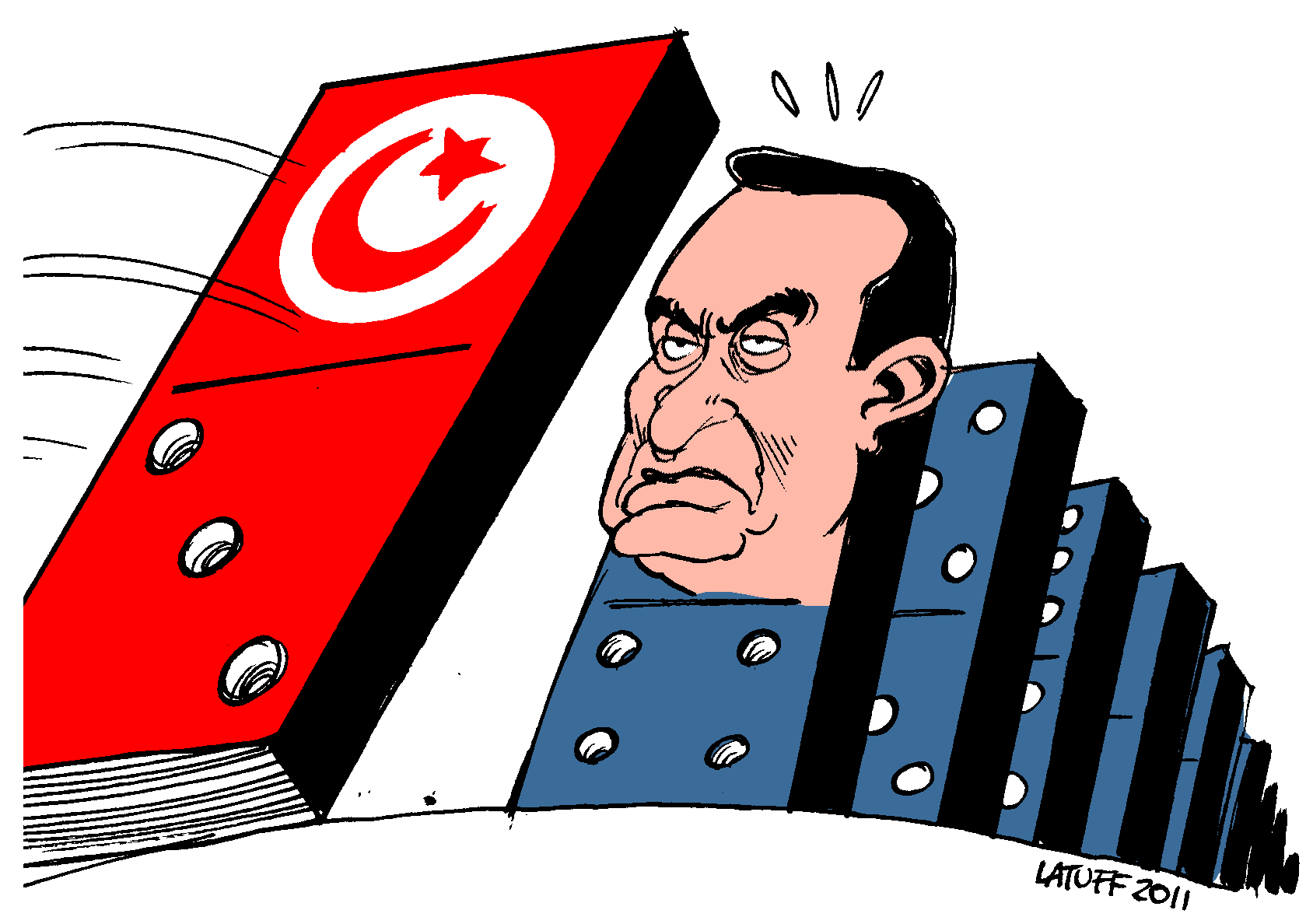
Карикатура Карлоса Латуффа зображає президента Єгипту Хосні Мубарака, який за теорією доміно падає внаслідок падіння туніського президента

Теорію доміно використовував 33-й президент США Гаррі Трумен як підставу для надання військової допомоги Греції та Туреччині наприкінці 1940-х. Однак її популяризували за президентства Дуайта Ейзенхауера, його верховний радник використав її 1954 року, щоб описати перспективи експансії комунізму в Азію, якщо Індокитай впаде. Ейзенхауер аргументував, що вся Південно-Східна Азія може впасти під впливом комунізму (тобто, де-факто, під контролем комуністичного Китаю або Радянського Союзу), за винятком таких країнах, у які Америка та її союзники спрямовують сили проти комунізму «національне визволення», рухи в Південному В'єтнамі, Лаосі та Камбоджі, які вважалися особливо вразливими перед комуністичним втручанням.
Хоча широко визнана й активно рекламована політиками й дипломатами США та її союзників (включно з Австралією) обґрунтованість теорії була нереальною та залишалася дуже сумнівною. Опоненти теорії доміно вважали, що вона була вигадана для підтримки американського, відкритого, військового втручання в Південно-Східну Азію, яке підтримувалось широкою таємною діяльністю в регіоні, у тому числі через діяльність ЦРУ.
Також опоненти кажуть, що теорія доміно спотворює справжню природу дуже поширеної громадської опозиції до лялькового режиму, який у країнах спричиняє зміцнення корупції серед чиновників і поширює зловживання людськими правами, особливо в Південному В'єтнамі. Аргументувались справжні мотиви без теорії доміно, які ґрунтуються на бажанні уряду США виправдати свої дії, захистити економіку та стратегічні інтереси за допомогою контролю в Азії та над Тихим океаном після завершення Другої Світової війни.
Версія прихильників ґрунтується на фактах, що після того, як США вивели свої війська з В'єтнаму, Комуністичні сили з півночі дійсно підкорили південь, усунувши попередній режим США та об'єднавши країну, і комуністичний уряд залишився в силі там до сьогоднішніх днів. Комуністичні сили також захопили Лаос і Камбоджу, загалом фальшивий марксистський режим Пол Пота в Камбоджі — невдовзі визнаний як один із найжорстокіших в сучасній історії — потім був скинутий, і Камбоджа недовго була комуністичною державою. Обмежене поширення комунізму в Індокитаї забезпечує підтримку опонентам теорії, але обидві сторони сперечаються що до історичних записів які загалом підтримують їхні позиції. Подальша підтримка теорії доміно стосувалася того, що було перед В'єтнамом; спочатку Корейська війна, де експансія комунізму була успішно зупинена міжнародним втручанням, і комуністична підтримка опозиції до британських прав у Малайзії, які призвели до того, що Велика Британія покинула регіон.
У 1980-х теорія доміно була знову застосована для виправдання адміністрації Рейгана під час інтервенції в Центральну Америку[джерело?] та Карибський регіон.
Починаючи з першої концепції, багато хто сперечався щодо загальних припущень теорії доміно, наприклад, такі суперечки щодо відсутності традицій кооперації в комуністичних державах, які теорія симулювала (Камбоджа атакувала В'єтнам, на що В'єтнам відповів знищенням уряду Червоних Кхмерів (Khmer Rouge)). Прихильники, однак, продовжували аргументувати те, що це була розумна політика в контексті часу.

## Концептуальні основи
Теорія доміно базується на трьох припущеннях навколо створення союзу. Перше припущення каже, що, оскільки держави притягуються до сил і твердої демонстрації сили, до сильнішого лідер коаліції і до безсумнівної та надійної показовості сили, є більш ймовірним, що держави об'єднаються за цих умов. Це означає, що зменшення поваги до лідера коаліції призведе до відхилення — часто на бік протилежної сторони — між членами союзу та потенційними партнерами. Друге припущення каже: чим більш схожа ідеологія двох або більше держав, тим більша ймовірність, що вони політично об'єднаються. І останнє каже, що це є вигадка, що певна ідеологія може мати міцніші зв'язки в ізольованого союзу настільки, наскільки гостре змагання між суперниками.
У зв'язку з цим, теорія доміно розкривається в наступному. Через те, що державу вабить до сили і правдоподібності, лідер коаліції повинен регулярно та ефективно демонструвати силу союзу як засіб збереження і притягування найбільшої кількості союзників. Це означає, що знаки політичної та військової слабкості пов'язані з відхиленням та вирівнюванням з протилежною коаліцією. Відповідно до теорії доміно, навіть одна вдала демонстрація найкращих сил однією з коаліцій може спричинити ефект доміно, за яким одна країна за іншою буде приєднуватися до сильнішої коаліції (доки країни притягує сила та віра). Це підтримує думку про те, що якщо дві або більше коаліцій воюють за союзників, то ефект доміно — це можливий (хоча й ризикований) інструмент зовнішньої політики. Як приклад, в регіонах світу, де держави залишаються значною мірою неоднорідними, навіть один короткостроковий прояв слабкості зі сторони одного з лідерів коаліцій може запустити ефект доміно, за яким країни послідовно приєднаються до протилежної сторони. Також, навіть один яскравий показ сили зі сторони одного з лідерів коаліцій може призвести до того, що країни об'єднаються з ним проти інших.
Зі стратегічної точки зору щодо теорії доміно ідеологія часто грає основну роль. Бо ідеологія схожих країн може легко об'єднати відповідно до теорії доміно, лідер коаліції має безпосередньо звернути увагу на держави, ідеологія яких бореться за верховенство. Безсумнівно, якщо лідер коаліції, який підтримує одну ідеологію над іншими, якщо він показує слабкість в міжнародній сутичці, то воююча фракція держав звичайно буде відкидати програш ідеології і, можливо, об'єднається з одним сильнішим конкурентом. Одна країна об'єднана під однією ідеологією, і вона буде в політичному об'єднанні з іншими, такими, як вона, країнами. Очевидно, що, якщо будь-яка ідеологія підкреслюється загальною домінацією, вона призведе до того, що лідер коаліції, який буде негативно зворушений цим домінуючим впливом, ніколи не дозволить їй поширитись, особливо за допомогою ефекту доміно.

## Історія питання
Теорію доміно вперше підтримав президент США Дуайт Ейзенхауер 7 квітня 1954 у новинах, і була оригінально пристосована до Індокитаю. Якщо комунізм захопить Індокитай, то, за словами Ейзенхауера, локальні групи будуть підбадьорювати матеріальною підтримкою і швидко захоплять Бірму, Таїланд, Малайзію й Індонезію. Це дасть їм географічні та економічні стратегічні переваги. Це зробить Японію, Формозу, Філіппіни, Австралію та Нову Зеландію фронтом оборонних країн. Втрата регіонів традиційно з життєво важливою місцевою торговельною зоною для такої країни, як Японія, буде заохочувати країни фронту до політичного компромісу з комунізмом. Це не означає, однак, що теорія була невизнана. Насправді Трумен звернувся до теорії в 1947 в Доктрині Трумена, обіцяючи сприяти фінансовою допомогою Греції та Туреччині впродовж Другої світової війни, з надією, що це перешкоджатиме просуванню комунізму в Західну Європу. 1954 року всі країни в Південно-Східній Азії мали велику кількість комуністичних рухів, які повставали в межах своїх кордонів. Теорія доміно Ейзенхауера 1954 року специфічно описувала ситуацію й умови в Південно-Східній Азії. Ейзенхауер не пропонував узагальнювати теорію доміно, як це робили інші. Теорія доміно пояснювала періодично з 1954, коли США були на вершині лідерства й використовували теорію для виправдання витрат на військові програми у всьому світі й особливо при інтервенції в Південно-східну Азію. Ейзенхауер вперше допоміг Франції в Індонезії і потім допомагав створенню Південного В'єтнаму для того, щоб захистити те, що вважалося важливим «доміно». Інтервенція до В'єтнаму адміністрацією Кеннеді в першій половині 1960-х, окрім інших причин, мала на меті втримати «доміно» Південного В'єтнаму від падіння.
У Європі ефект доміно був причиною для США захищати позицію в Західному Берліні, який був повністю оточений комуністичною Східною Німеччиною. Це було побоюванням західних союзників, якщо Східна Німеччина візьме під контроль Західний Берлін і комунізм пошириться на Західну Німеччину і, зрештою, на всю Європу.